# Zola bifasciata
Zola bifasciata là một loài bướm đêm trong họ Geometridae.